# Криничненский сельский совет (Тростянецкий район)
Криничненский сельский совет (укр. Криничненська сільська рада) — входит в состав
Тростянецкого района
Сумской области
Украины.
Административный центр сельского совета находится в 
с. Криничное
.

## Населённые пункты совета
- с. Криничное
- пос. Лесное
- с. Машково